# Karambol (film, 1996)
A Karambol (Crash) 1996-ban bemutatott filmdráma David Cronenberg rendezésében. A forgatókönyvet J. G. Ballard azonos című regényéből maga Cronenberg írta. A filmet az 1996-os cannes-i fesztiválon mutatták be, ahol megosztotta a közönséget és a kritikusokat, de elnyerte a zsűri különdíját.

## Történet
James és Catherine Ballard kiüresedett házasságban élnek, melyben a változatosságot és az izgalmat a külön-külön megélt szexuális kalandjaik élményének egymással való megosztása jelenti. Egy nap James autóbalesetet szenved, kórházba kerül, itt ismerkedik meg Helennel, aki a másik autóban ült. A nő nem csak sérüléseket szenvedett, hanem férjét is elveszítette a balesetben. A közös trauma élménye vonzalommá alakul, amely később testi kapcsolatban teljesedik ki egy roncstelepen az autók között. A baleset változást hoz James életében: az autók és a vezetés élménye szexuális izgalmat ébresztenek benne. Feleségével és Helennel együtt megismerkednek egy különös emberrel, Vaughannal, akinek fő érdeklődési területe a gépeknek az emberi testre gyakorolt hatása. Autóbaleseteket dokumentál, és illegális performanszok keretében rekonstruál híres autóbaleseteket. Belépve ebbe a világba mindannyian újraértelmezik az ember és a gép viszonyát, és ezen keresztül saját szexualitásukat is.

## Szereplők
| Karakter          | Színész            | Magyar hang        |
| ----------------- | ------------------ | ------------------ |
| James Ballard     | James Spader       | Stohl András       |
| Helen Remington   | Holly Hunter       | Györgyi Anna       |
| Vaughan           | Elias Koteas       | Dörner György      |
| Catherine Ballard | Deborah Kara Unger | Orosz Helga        |
| Gabrielle         | Rosanna Arquette   | Kisfalvi Krisztina |
| Colin Seagrave    | Peter MacNeill     |                    |

## Díjak, jelölések
- Cannes-i fesztivál (1996)
  - díj: zsűri különdíja – David Cronenberg
  - jelölés: Arany Pálma – David Cronenberg
- Genie Awards (1996)
  - díj: legjobb rendezés – David Cronenberg
  - díj: legjobb operatőri munka – Peter Suschitzky
  - díj: legjobb vágás – Ronald Sanders
  - díj: legjobb adaptált forgatókönyv – David Cronenberg
  - díj: legjobb hangvágás
  - díj: Arany Orsó díj – David Cronenberg, Robert Lantos, Jeremy Thomas
  - jelölés: legjobb film – David Cronenberg
  - jelölés: legjobb hang
- Adult Video News Awards (1998)
  - díj: legjobb alternatív felnőtt film
- Motion Picture Sound Editors (1998)
  - jelölés: Arany Orsó (legjobb hangvágás)